# Dwór Winnica
Dwór Winnica – zabytkowy dwór we wsi Winnica, gmina Brudzeń Duży, powiat płocki, województwo mazowieckie. Wybudowany w II poł. XIX wieku według projektu architekta Józefa Hussa dla rodziny Ciółkowskich.

## Majątek Winnica
W roku 1789 wieś należała do rodziny Winnickich. Już wcześniej część majątku należała do Ciółkowskich i pozostawała w ich rękach do schyłku XIX wieku. Około 1825 roku w rękach Dominika Ciółkowskiego, członka Towarzystwa Rolniczego w Królestwie Polskim.
Ostatnim właścicielem majątku Winnica była E. Łępicka. Po II wojnie światowej majątek o pow. 146,7 ha został przejęty przez Państwowy Fundusz Ziemi i rozparcelowany. Dwór z przyległym parkiem (10 ha) przejęła Gmina Brudzeń Duży.
W latach 1955–1965 w budynku dworu mieściła się Izba Porodowa, następnie został podzielony i przeznaczony na mieszkania komunalne. W roku 1990 dwór trafił w ręce prywatne.

## Dwór i park
Podstawowe elementy założenia stanowiły: dwór, park krajobrazowy, zabudowania gospodarcze, sad i warzywnik. Aktualnie pozostały jedynie dwór oraz pozostałości parku dworskiego.
Budynek dworu jest murowany i otynkowany, zbudowany na planie prostokąta, z dodatkową oficyną w części południowo-wschodniej. Dach naczółkowy, kryty blachą. Wnętrza wielokrotnie przebudowywane, nie zachowały pierwotnego układu ani wystroju.
Oryginalnie park miał ok. 6 ha powierzchni, drzewostan parku tworzyły gatunki rodzimego pochodzenia, na jego terenie znajdowały się 3 stawy, park nie był ogrodzony. Obecnie pozostało ok. 1,3 ha pierwotnego założenia parkowego z najstarszymi drzewami w wieku 120–150 lat.
Cały zespół dworsko-parkowy zlokalizowany jest na skraju jaru, w bezpośrednim sąsiedztwie otuliny Brudzeńskiego Parku Krajobrazowego. Budynek dworu oraz park są dostępne z zewnątrz. Aktualnie w trakcie prac porządkowych.